# Warlpiri

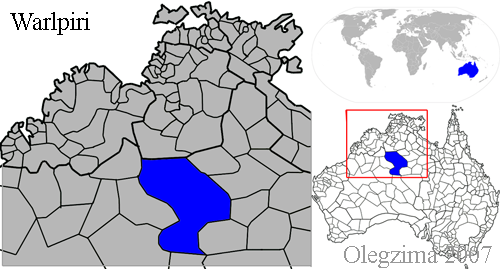
Gegend, in der Warlpiri gesprochen wird

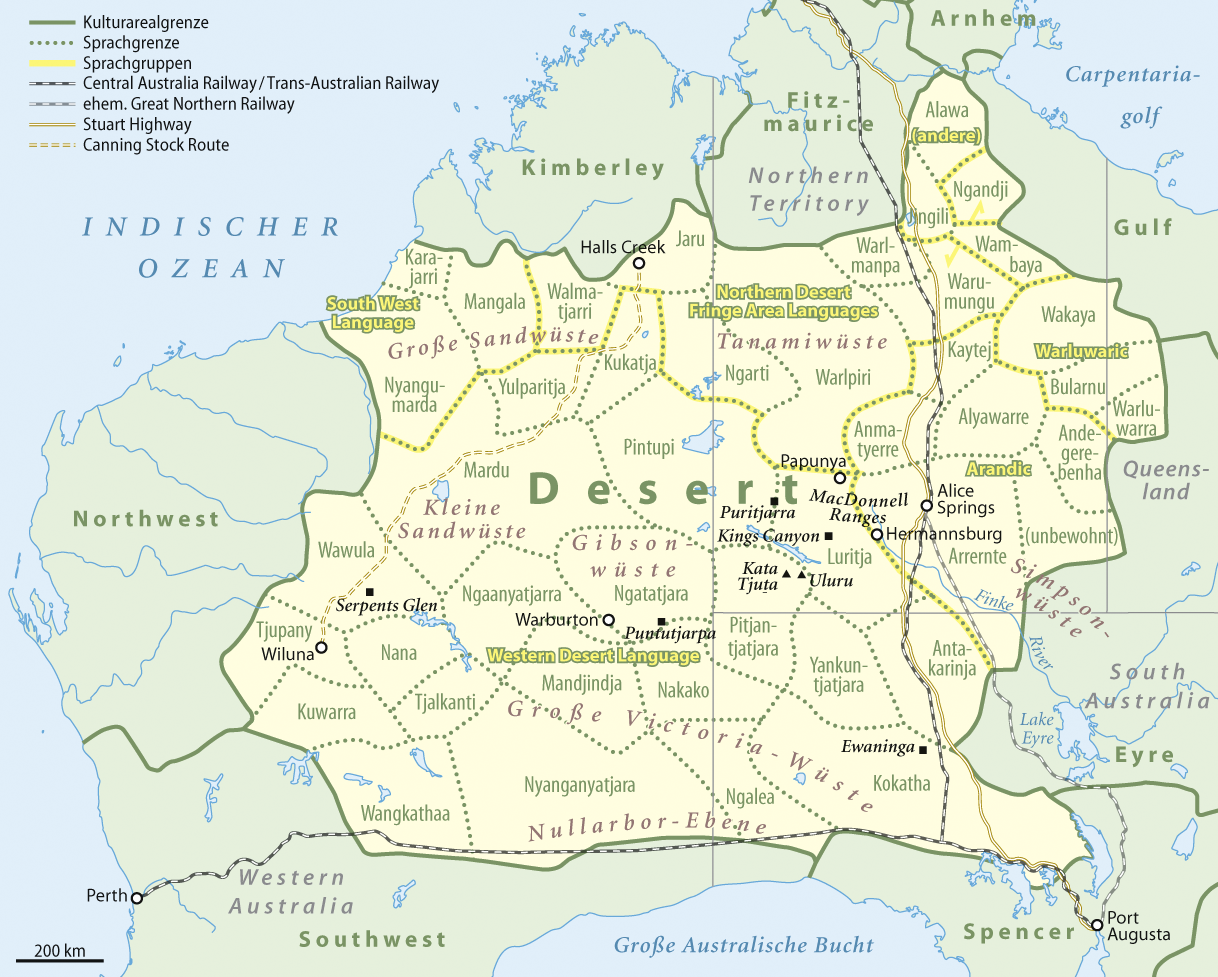
Kulturareal Desert

Warlpiri (auch: Walbiri, Elpira, Ilpara, Wailbri, Walpiri, Walmama, Ngaliya, Ngardilpa oder Illpirra) ist eine Sprache eines Stammes der Aborigines in Zentralaustralien. Es kennt den seltenen Kasus Perlativ.

## Verbreitung
Warlpiri wird im Northern Territory rund um Yuendumu, Ali Curung Willowra, Alice Springs, Katherine, Darwin und Lajamanu gesprochen. Mit rund 3.000 Sprechern – laut der Bevölkerungszählung 1996 2.670 Sprecher – ist sie eine der größten australischen Sprachen. Die vergleichsweise durchaus große Zahl der Sprecher wird darauf zurückgeführt, dass sie in den entlegensten, lebensfremdsten und trockensten Gebieten Australiens, vor allem im Northern Territory, gesprochen wird und der Einfluss der weißen Bevölkerung gering blieb. Der UNESCO Atlas der gefährdeten Sprachen listet sie dennoch als „potentiell gefährdet“.

## Sprachbau
Die Sprache Warlpiri ist eine sogenannte Ergativsprache und hat in der Sprachforschung der Aborigines eine besondere Bedeutung, weil es im Warlpiri Charakteristika gibt, die in anderen Sprachen der Aborigines ebenso vorkommen. Die Sprache erlaubt das Weglassen der Pronomina (besitzanzeigende Fürworte), eine sehr freie Wortstellung und ferner sogenannte diskontinuierliche Ausdrücke (Trennung von Substantiv und Adjektiv). Im Satzbau ist das Subjekt, Objekt und das Verb, mit zwei Einschränkungen, frei einstellbar. Die Sprache gehört zur Sprachfamilie Pama-Nyunga, eine der am weitesten verbreiteten Aborigines-Sprachen. Das Lautsystem der Warlpiri-Sprache benutzt spezielle sogenannte retroflexe Laute, die es im Deutschen nicht gibt. Dabei wird eine Zungenkonfiguration mit einer weit zurückgebogenen Zungenspitze verwendet. 

## Sprechverbot/Gebärdensprache
Befinden sich Frauen in Trauer, haben sie in dieser Kultur ein Sprechverbot. Sie bedienen sich dann einer Gebärdensprache. Die Aborigines-Stämme, die Warlpiri sprechen, besitzen eine komplette eigene Gebärdensprache. Ältere Frauen haben die Gebärdensprache derart verinnerlicht, dass sie die Gebärdensprache parallel mit der Lautsprache verwenden.

## Vokabular
Die Warlpiri-Sprache hat eine weitere Besonderheit: Ein relativ hoher Teil des Vokabulars bezeichnet Verwandtschaftsbeziehungen. Diese Begriffe haben große Bedeutung für das kulturelle Leben, weil bestimmte Rituale nur von Personen mit einem bestimmten Grad der Verwandtschaft ausgeführt werden können. Des Weiteren müssen Personen unterschiedlichen Verwandtschaftsgrades nicht nur gemieden, sondern dürfen auch nicht geehelicht werden.

## Fernsehsender
Eine Walpiri Media Association wurde 1983 als Fernsehstation gegründet, die sich mit der Erstellung von Filmen aus dem Leben der Warlpiri befasste. 2000 bis 2001 wurde ein Video Bush Mechanics gedreht, das vier kurze Filme zeigt.